# Пію білочеревий
Пію білочеревий (Mazaria propinqua) — вид горобцеподібних птахів родини горнерових (Furnariidae). Мешкає в Амазонії. Це єдиний представник монотипового роду Білочеревий пію (Mazaria).

## Таксономія
Традиційно білочеревого пію відносили до роду Пію (Synallaxis), однак молекулярно-філогенетичне дослідження, результати якого були опубліковані у 2014 році, показало, що вид не є близькоспорідненим з іншими пію, а натомість є сестринським по відношенню до периліо (Schoeniophylax phryganophilus) і спорідненим з двома представниками роду Мочарник (Certhiaxis). За результатами дослідження білочеревий пію був переведений до новоствореного роду Mazaria, який був названий на честь аргентинського орнітолога Хуана Мазара Барнетта.

## Опис
Довжина птаха становить 16 см. Верхня частина тіла сірувато-коричнева, крила і хвіст руді. На горлі чорна пляма. Груди сірі, живіт білуватий.

## Поширення і екологія
Білочереві пію мешкають в долині Амазонки та її основних приток: в східному Еквадорі — в нижній течії річки Агуаріко, в долинах річок Напо і Пастаса; в північно-східному Перу — в долинах Напо, Амазонки, Укаялі; в Бразилії — в долині Амазонки на схід до гирла Токантінса, в нижній течії Ріу-Бранку. в середній течії Журуа, у верхів'ях Мадейри; в Болівії — в долині Бені. Також вид спостерігався у Французькій Гвіані, в долині річки Ояпок.
Білочереві пію живуть в густих заростях на піщаних річкових островах. Зустрічаються поодинці або парами, на висоті до 300 м над рівнем моря. Віддають перевагу заростям Gynerium. Живляться безхребетними, яких шукають серед рослинності на висоті 1-2 м над землею.